# 🇨🇳
🇨🇳 is een Unicode vlagsequentie emoji die gebruikt wordt als regionale indicator voor de Volksrepubliek China. De meest gebruikelijke weergave is die van de vlag van de Volksrepubliek China, maar op sommige platforms (waaronder Microsoft Windows) ziet men de letters CN.
De vlagsequentie is opgebouwd uit de combinatie van de Regional Indicator Symbols 🇨 (U+1F1E8) en 🇳 (U+1F1F3), tezamen de ISO 3166-1 alpha-2 code CN voor China vormend.
Deze emoji is in 2010 geïntroduceerd met de Unicode 6.0-standaard.

## Gebruik

De landsvlag van de Volksrepubliek China

Deze emoji wordt gebruikt als regionale aanduiding van de Volksrepubliek China.

## Codering

De Twemoji-implementatie

### Unicode
In Unicode vindt men de 🇨🇳 met de codesequentie U+1F1E8 U+1F1F3 (hex).

### Shortcode
Er zijn shortcodes voor 🇨🇳; in Github kan deze opgeroepen worden met :china:, in Slack kan het karakter worden opgeroepen met de code :flag-cn:.